# Pont Mathilde
Le pont Mathilde est un pont routier sur la Seine à Rouen (Seine-Maritime) constituant un axe majeur de circulation nord-sud pour sa métropole.

## Emplacement et description
Le pont Mathilde est construit entre 1974 et 1979. Principal point de passage entre les deux rives de la Seine à l'est de Rouen, le pont est notamment celui qui concentre l'essentiel du trafic des poids lourds.
L'ouvrage comporte cinq parties homogènes :
- le viaduc central en béton précontraint sur l'île Lacroix, constitué d'une poutre composée de deux caissons à inertie variable construite par voussoirs coulés en place ;
- deux travées métalliques franchissant les bras de la Seine de part et d'autre du viaduc central, mises en place à l'aide d'une barge grâce à l'action de la marée ;
- deux ouvrages d'accès aux travées métalliques, un sur chaque rive de la Seine, réalisés en dalles nervurées en béton armé ou précontraint.

En rive gauche, le « pont de l'Europe » enjambe les voies de chemin de fer du faisceau Roue-Saint-Sever et se rattache à l'ouvrage d'accès du pont Mathilde.

## Historique

### Appellation
Il se situe en amont du pont Pierre-Corneille et en aval du viaduc d'Eauplet. Il porte le nom de Mathilde l'Emperesse, fille d'Henri Ier d'Angleterre, petite-fille de Guillaume le Conquérant. Il surplombe l'île Lacroix.
Il ne faut cependant pas le confondre avec l'ancien pont Mathilde, d'où furent jetées les cendres de Jeanne d'Arc en 1431. Ce dernier se situait à peu près à l'emplacement actuel du pont Boieldieu et son nom se référait à cette même Mathilde, qui fit construire le premier pont en pierre vers le milieu du XIIe siècle.

### Neutralisation prolongée pour cause d'incendie
Le 29 octobre 2012 vers 10 h 46, le pont subit un incendie de grande ampleur à la suite de l'accident d'un camion d'hydrocarbures au niveau de l'échangeur Sud. Ce dernier, allant en direction du nord depuis le boulevard Industriel, s'est couché sur la glissière centrale en béton du fait d'une vitesse excessive et a heurté un camion frigorifique en sens inverse. Les hydrocarbures ont immédiatement pris feu et se sont propagés aux quais inférieurs, brûlant plusieurs camions et caravanes appartenant à des forains de la foire Saint-Romain.
Le feu prend naissance au niveau de l'extrémité de la travée rive gauche ; cette travée est entièrement métallique. Du fait de l'intensité de l'incendie et de la difficulté à le maîtriser, la structure (tablier métallique) est endommagée et se déforme d'une vingtaine de centimètres au niveau de la culée rive gauche (chaleur de l'incendie de près de 750 °C)

#### Plan de réparation
Les experts interviennent sur le site dès le 5 novembre 2012 et fournissent un rapport partiel en décembre 2012 aux autorités (préfet, conseil général, etc.) afin de statuer sur la conduite à tenir.
La fermeture de l'ouvrage à la circulation est maintenue et, dans un premier temps, la navigation est également interdite sous la travée endommagée.
Par la suite, différentes investigations complémentaires sont menées afin de quantifier les dégâts et de poser les principes d'une réparation : déformations précises de la structure métallique, analyses métallurgiques, fissures éventuelles, relevés des désordres de la culée sud…
Ces expertises se sont achevées début 2013. Les choix techniques sont finalement annoncés le 29 janvier 2013 : il est décidé la dépose, à terre, de la travée métallique endommagée et sa reconstruction partielle ; les travaux dureront jusqu'à l'été 2014 au minimum (études techniques complémentaires + chantier de 55 semaines environ).

#### Mesures temporaires
La fermeture pousse les autorités à mettre en place un plan de circulation temporaire. L'absence d'un contournement autoroutier par l'est de l'agglomération sera pour l'occasion pointée par une partie de la classe politique locale.
La fermeture du pont provoque de lourdes difficultés de circulation sur les axes routiers de la ville, puisque les 80 000 véhicules qui empruntaient jusque-là le pont doivent trouver une autre solution. Un report partiel a lieu sur le pont de Normandie, le pont Gustave-Flaubert et le pont Pierre-Corneille notamment, la fréquentation des transports en commun augmente également (25 000 usagers supplémentaires), en particulier sur le Métro et la ligne 7, qui traversent la Seine.

#### Mesures correctives
Le pont Mathilde conduisant les réseaux internet qui ont brûlé, la pose de nouvelles fibres optiques est réalisée par une dérivation par le pont Pierre-Corneille. Le pont conduit également les eaux usées vers l'usine Émeraude du Petit-Quevilly, en provenance des Hauts-de-Rouen.

#### Remise en service
Amputé d'un tiers en février 2014 pour réparations, le pont retrouve jeudi 26 juin 2014 sa travée manquante, de 115 m de long et de 1 000 tonnes.
L’opération spectaculaire et minutieuse, entamée en fin de matinée du 27 juin 2014, a pris fin en début de soirée.
La travée métallique, hissée par des vérins hydrauliques fixés sur une barge, au-dessus de son futur emplacement, a été lentement reposée, au rythme de 50 cm par heure, la marée descendante aidant. Selon les services techniques du département de Seine-Maritime, chargés des opérations, il y avait seulement 10 cm de marge de chaque côté pour reposer la travée au bon endroit.
Le pont est rouvert à la circulation le mardi 26 août en fin de journée, après des travaux de finition et la pose de bitume. La densité des véhicules se montre nettement moindre à la remise en service, une partie des usagers ayant conservé ses habitudes. Ce phénomène dit d'évaporation du trafic (voir Trafic induit#Réduction de demande) représente une baisse de 12 % des déplacements.